# Andy Hawkins
Melton Andrew Hawkins (né le 21 janvier 1960 à Waco, Texas, États-Unis) est un lanceur droitier de baseball ayant joué de 1982 à 1991 dans les Ligues majeures, dont 7 saisons avec les Padres de San Diego.

## Carrière de joueur
Andy Hawkins est un choix de première ronde (5e joueur sélectionné au total) des Padres de San Diego en 1978. Il débute dans le baseball majeur avec les Padres le 17 juillet 1982 et passe la majorité de sa carrière avec cette franchise, y jouant 199 de ses 280 parties. Le lanceur partant connaît sa meilleure saison en 1985 avec une moyenne de points mérités de 3,15 en 33 départs et 228 manches et deux tiers lancées. Il remporte ses 11 premières décisions de l'année et complète la campagne avec 18 victoires contre 8 défaites. Sa saison 1988 est aussi très bonne avec une moyenne de points mérités de 3,35 en plus de 200 manches passées au monticule. À quatre reprises avec les Padres, il remporte au moins 10 parties, et il atteint les 15 victoires à deux reprises. En 1984, il aide San Diego à atteindre pour la première fois de son histoire la Série mondiale, qui est remportée par les Tigers de Détroit. C'est toutefois comme lanceur de relève qu'il est utilisé en finale. Il est le lanceur gagnant du second affrontement entre les deux équipes mais encaisse la défaite dans la cinquième et dernière rencontre. Après avoir blanchi les Cubs de Chicago en trois manches et deux tiers lors de ses trois apparitions en Série de championnat de la Ligue nationale, Hawkins maintient en Série mondiale une moyenne de 0,75 en 12 manches au monticule.
Il rejoint les Yankees de New York pour la saison 1989, y passe toute l'année 1990 puis partage sa dernière saison, 1991, entre les Yankees et les Athletics d'Oakland.
Andy Hawkins est apparu dans 280 matchs de la Ligue majeure de baseball, dont 249 comme lanceur partant. Il a remporté 84 victoires contre 91 défaites avec 27 matchs complets et 10 blanchissages. Sa moyenne de points mérités est de 4,22 avec 706 retraits sur des prises en 1558 manches et un tiers lancées.

## Carrière d'entraîneur
Andy Hawkins commence sa carrière d'instructeur dans les ligues mineures avec un club-école des Rangers du Texas en 2001. Il demeure dans l'organisation jusqu'en 2004, devient entraîneur des lanceurs pour un club-école des Royals de Kansas City en 2005, puis retourne avec des clubs affiliés aux Rangers l'année suivante.
Le 2 août 2008, il est nommé instructeur des lanceurs des Rangers du Texas dans la MLB et occupe le poste par intérim jusqu'à la fin de la saison de baseball. Le 3 novembre 2008, il est nommé instructeur des releveurs et il occupe depuis ses fonctions. Comme instructeur, il a aidé les Rangers à atteindre les Séries mondiales de 2010 et 2011. Il fait partie des instructeurs aux matchs des étoiles de 2011 et 2012.
Après 7 saisons chez les Rangers, il démissionne en octobre 2015.